# Полствин
Полстви́н (попередні назви — Ржавець, Великий Ржавець, Повстин) — село в Україні, у Черкаському районі Черкаської області, підпорядковане Степанецькій сільській громаді. Населення становить 360 осіб.

## Географія
Село Полствин знаходиться на схилах невисоких гір, що спускаються до заплав річки Росави.

## Історія
В історичних документах село згадується коли князь Київський Олелько Володимирович надав своєму лицарю Олехні Юхновичеві навколишні землі: 
"Городище старе над Дніпром, Покотиврове, селище Булачин і Кругле, ... і на Росаві два селища Полствин і Козяків (Koziakow)."
Тривалий час назви Великий Ржавець і Полствин вживалися паралельно.
У роки Другої світової війни в селі діяла підпільна група на чолі з учителем місцевої школи С. П. Хорольським. У липні 1943 року група влилася до партизанського загону К. К. Солодченка. За героїзм і мужність, проявлені на фронтах війни, нагороджено орденами і медалями 222 жителі села, у тому числі 12 за участь у партизанському русі. На честь 175 односельців, загиблих у боротьбі з фашистами, встановлено обеліск Слави.
У радянський час у селі містився колгосп ім. Дзержинського, який обробляв 1,1 тис. га землі, у тому числі 891 га орної. Основний напрям господарства — зерновий з розвинутим тваринництвом. За трудові успіхи 42 колгоспники нагороджені орденами і медалями Союзу РСР. На Росаві була збудована гідроелектростанція, яка давала струм для освітлення і радіофікації. За допомогою електромоторів на початку 1950-х рр. працювали теслярська і столярна майстерні, соломорізки, зернодробилки. Діяла восьмирічна школа, де в 1960-х рр. навчалося 166 учнів, клуб на 250 місць, бібліотека з книжковим фондом 6,6 тис. примірників, стаціонарна кіноустановка, фельдшерсько-акушерський пункт, магазин. 

## Пам'ятки
Неподалік від села розташована пам'ятка природи — Урочище Школа. У Полствині виявлено поселення трипільської культури та городище Київської Русі.

У селі на першій надзаплавній терасі правого берега, між струмком Потік і мостом через Росаву, на площі 300 на 50 метрів зібрано черняхівську, пеньківську кераміку, місцями трапляється кераміка Київської Русі і 17 століття.

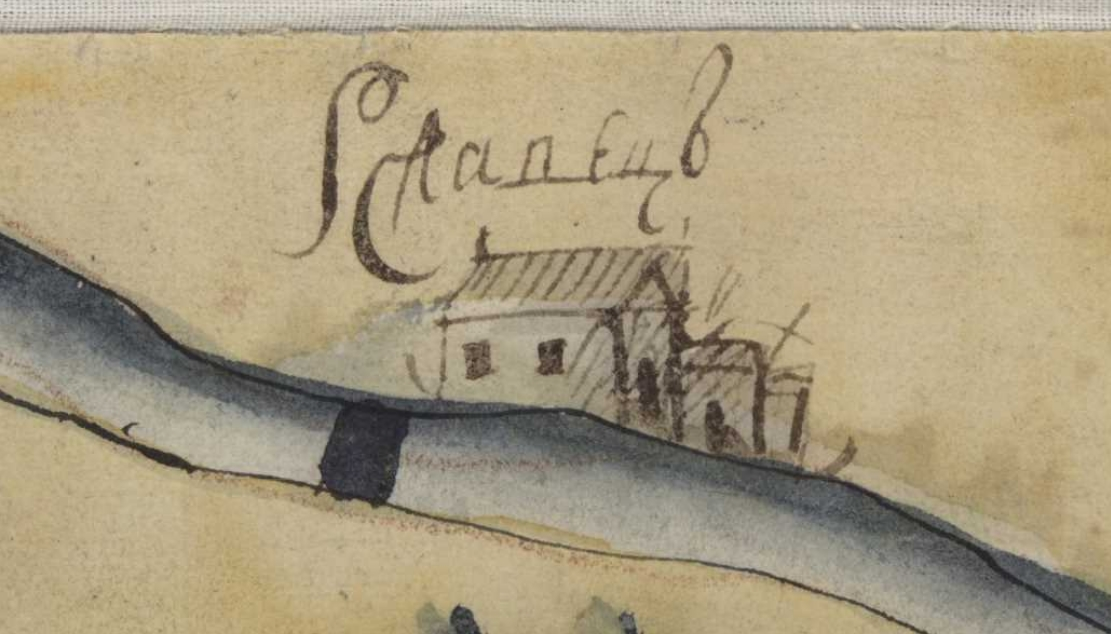
Ржавець на карті XVIII століття

Поселення V—VII століть у північно-західній частині села, на першій надзаплавній терасі правого берега річки, яка зайнята присадибними ділянками, в 500 метрах на південний схід від залізничного моста, на площі 500 на 40 метрів зібрано пеньківську кераміку.
Поселення V—VII століття в 200 метрах по течії від попереднього пункту, на першій надзаплаві правого берега Росави, на площі 100 на 50 метрів, яка зайнята присадибними ділянками, трапляється пеньківська кераміка.
Поселення трипільської культури — на південній околиці села на невисокому плато, оточеному неглибокими балками, на правому березі Росави висотою 40 метрів, у колгоспному фруктовому садку на схилах прибережних висот, які займають площу біля одного гектара, на відстані одного кілометра від заплави річки.
Давньоруське городище Вали знаходиться майже у центрі села, на правому березі річки Росави між селами Полствин і Малий Ржавець. Це — висока конусоподібна гора з роздвоєною вершиною.
В ХІХ столітті біля села було два городища, одне кругле 430 метрів периметром, інше — на березі Росави, всередині нього — курган. В селі є такі старовинні назви вулиць як Білани,Осіяки,Палєстіна.

## Відомі особистості
В поселенні народилися:
- Корнієнко Анатолій Іванович (1938—2022) — український радянський партійний діяч.
- Степаненко Василь Пилипович (1870-ті—1930-ті) — український фольклорист.
- Іван Стороженко (бл. 1620—1693) — прилуцький полковник Війська Запорозького.